# آلة الزمن (رواية)
آلة الزمن (بالإنجليزية: The Time Machine)‏، هي أول رواية خيالية للكاتب هربرت جورج ويلز صدرت سنة 1895، وتتحدث الرواية عن عالم انتقل عبر الزمن إلى المستقبل البعيد (حوالي 802,701 بعد الميلاد) ووجد كيف أن مستقبل البشرية مُظلم، حيث أنه من خلال المسافة الطبقية بين الأغنياء والفقراء، سيظهر جنسين من البشر، وكل جنس هو أحفاد لمن سبقوه فأحفاد الأغنياء سيكونون جنساَ غبياَ ضعيفأ يسمى (الأيلو) وذلك بسبب تطورهم عبر الزمن، فما الحاجة إلى القوة أو الذكاء بالنسبة لهم أو لآبائهم أو لأجدادهم حيث أنهم كانوا منعمين، أما أحفاد الفقراء فسيتحولون إلى جنس همجي أو حيوانات لا تمت إلى البشر بصلة يسمون (المورولوك) فهم يسكنون تحت الأرض ويعملون ويكدون دائماً كما كان يحيى آبائهم وأجدادهم ولكنهم يزيدون عنهم في أنهم تكيفوا وتطوروا مع هذا الوضع المزري، ولكن هناك شيء قد يعيد إلى الجنس المتدني الحيواني هذا بعض كرامتهِ وهو استغلال ضعف الجنس الأخر (الأيلو) وجعلهم الغذاء حيث يدعونهم يأكلون ويشربون وينعمون إلى أن يأتي الدور على أحدهم فيخطفهُ المورولوك ويأكلوه.
والقصة من أحد أهم أعمال الكاتب هربرت جورج ويلز.

## الشخصيات
- مسافر الزمن وهو البطل الذي تسير معه أحداث الرواية.
- وينا الصغيرة وهي الشخصية التي حبها مسافر الزمن.
- فيلب وهو صديق مسافر زمن.

## الاحداث
تدور أحداث القصة في القرن التاسع عشر حيث كان مسافر الزمن يعمل على صنع آلة تعبر الزمن لكى يستطيع ان يسافر بها وبالفعل استطاع صناعة هذه الآلة.

## التلخيص
رحالة الزمن هو عالم عاش في القرن التاسع عشر في لندن لم يرو لنا اسمه وتتم الإشارة له برحالة الزمن، تبدأ قصته ذات يوم عندما كان جالسا مع جماعة من الرجال الكبار في المجتمع، يشرح لهم مبدأ عمل آلة يعمل على صنعها، وكانت الآلة تعمل على مبدأ الحركة ذهابا وإيابا في مجال البعد الرابع، وعرض عليهم نموذجا مصغرا لهذه الآلة، وبين لهم أنه قد بني نموذج أكبر يتسع له للسفر عبر الزمن، وانطلق رحالة الزمن إلى رحلته في المستقبل البعيد في غضون أسبوع منذ ذلك اللقاء.
لقد أخذته آلته إلى سنة 802,701 بعد الميلاد وكان أول انطباع له عن هذا المستقبل هو أنه مستقبل هادئ وسالم، وتعرف على مخلوقات بشرية تدعو أنفسها الأيلو، ولقد استقبلت الأيلو الرحالة بفضول وترحيب، لكن الرحالة خشي على آلته من السرقة فأبطل عملها قبل أن يذهب إلى التجول معهم.
اكتشف الرحالة إن جنس الأيلو هي مخلوقات أصلها من البشر لكنها تتصرف مثل الأطفال وتتصف بصغر حجمها وبساطة منظرها، وتتغذى على الفواكه الشهية، وتعيش في مجتمعات هادئة وصغيرة، لم تعرف هذه المخلوقات الخوف، أو العمل أو الجهد. لقد تحولت لندن إلى حديقة كبيرة مليئة بالزهور والمباني المتباعدة، لقد كانت الحياة كما بدت للرحالة بسيطة وجميله لهذه المخلوقات، ووصف الرحالة هذا العصر بالعصر الذهبي.
عندما حاول الرحالة التكلم مع الأيلو اكتشف أن لغتهم غريبة لم يسمع بها من قبل، وكان مستوى ذكائهم شديد الانخفاض، ولم يظهروا أي علامة اهتمام به أو بأسئلته، فقرر الرحالة بأن يذهب للاستكشاف وحده وأثناء تجواله بدأ بالتفكير بالأسباب المؤدية إلى تحول الإنسانية لهذا الشكل وغروب شمس الجنس البشري حيث أفترض أن القدرة العقلية المنخفضة للأيلو هي نتيجة صراع البشر نحو التطور في جميع المجالات، وعند وصولهم إلى اعلي درجات الراحة والرفاهية توقف البشر عن التطور وبسبب عدم وجود أي حاجة للتطور أصبحوا بلا خيال أو إبداع، وبدون أي حاجة إلى العمل أصبحوا ضعاف الاجساد، وتوقع الرحالة أن الطب الوقائي قد أكتمل لأنه لم يرى أي علامة لأي مرض عند الأيلو وبلا عمل أو صعاب لم يعد هناك حاجة للتعاون أو القيادة أو المنافسة أو التفريق الطبقي وبلا هذه العوامل تختفي الحروب والجريمة، وتختفي الفنون والحضارات التي قادها الطموح إلى التغلب على الصعوبات، ومع مرور الزمن وزيادة حملات إيقاف زيادة السكان انخفض عدد الناس وعدد الأيدي العاملة مما يفسر المباني المهجورة والكبيرة التي عرضت نفسها أمام الرحالة بشكل يدل على أنها في يوم من الأيام كانت مكانا عامرا. فقد قضى الإنسان عصورا وهو يحاول أن يصل إلى الراحة المطلقة وما قاد الإنسان نفسه إلا إلى الهلاك فقد كانت هذه النظرية الأولى للرحالة عن هذا الزمن.
عندما عاد رحالة الزمن إلى المبنى الذي جلس فيه ذلك اليوم مع الأيلو لاحظ أن آلة الزمن قد اختفت، وشك في البداية أن الايلو قد أخفوها وبدأ بسؤالهم لكن لم يحصل منهم على أي نتيجة، فذهب للبحث عنها في ظلمات الليل لكنه لم يجدها.
وفكر الرحالة بإن وجود مجتمع مثالي (طوبائي) غير وارد، وهذا ما أثار فكره لإن هذا المجتمع يحقق المثالية فكيف ذلك؟، لكن الحقيقة التي يكتشفها الرحالة فيما بعد هي أن هذا المجتمع له جانب سلبي، فقد وجد مخلوقات شنيعة المنظر قبيحة الوجه لا تمت إلى البشر بصلة تشبه العناكب الكبيرة، تسمى بالمورولوك، يسكنون تحت الأرض ويعملون ويكدون دائماً، ويكرهون الضوء كما يكره الايلو الظلام، وأكتشف الرحالة أن التميز الطبقي في القرن التاسع عشر انطلاقا من مشاكل عصرنا والأتساع التدريجي في الفرق الاجتماعية والرأسمالية بقي يتمدد حتى تطور الجنس البشري إلى عرقان هما الأغنياء الأغبياَء الضعاف الأجساد الذين يعيشون حياة الترف والفخامة وهم جنس (الايلو)، بينما الفقراء (الطبقة العاملة) الذين أصبحت التعاسة روتين حياتهم اليومية وتكيفوا مع هذا الوضع المزري هم (المرلوك). ولكي يحصل التوازن يربي ويدجن المرلوك جنس الأيلو كقطيع من الخرفان ويمدهم بحاجاتهم من طعام وشراب وفي المقابل يتغذى المرلوك على الأيلو، لقد تكيف كلا الجنسين على هذا الحال وكلاهما يتصفان بمستوى ذكاء متدني.
وبعد صراع وبحث طويل يجد الرحالة الآلة ويعمل على إعادة تشغيلها أثناء هجوم المرلوك عليه ويهرب الرحالة إلى زمن آخر، حيث يصل الرحالة إلى زمن يتعدى القرن التاسع عشر بثلاثين مليون سنة. فيرى الرحالة انقراض الجنس البشري وموت آخر ما بقى على الأرض من مخلوقات حية، ويرى أن لندن تحولت إلى صحراء يشتد فيها ضوء الشمس ثم يتقدم الرحالة في الزمن إلى أن تتحول لندن إلى أرض يملأها الظلام والبرد القارص ويعم الصمت المطبق بها إذ لا يوجد فيها أي أثر للحياة باستثناء بعض الشيبيات التي ما زالت تنمو على الصخور، ويشعر الرحالة بالاشمئزاز فيعود إلى القرن التاسع عشر فقط بعد ثلاث ساعات من رحيله ويجد أن جماعة الرجال ينتظرون حضوره وعندما يخبرهم بقصته يُقابل برفضهم لها، وحينها يبدأ الرحالة بالتشكيك في نفسه وعقلانيته ويضع يده في جيبه وعندها يجد فيه وردة وضعتها إحدى فتيات الايلو في جيبه فيبتسم وتختفي شكوكه.
في اليوم التالي يذهب الراوي الذي لم يذكر لنا اسمه إلى منزل رحالة الزمن فيجد أن الرحالة كان يعد نفسه لرحلة جديدة لكن هذه المرة مع آلة تصوير ويعد الرحالة الراوي أنه سوف يعود بعد نصف ساعة، ثم مضت ثلاث سنين ولم يعد الرحالة بعد، وبقي مصيره لغزا لم يحل أبدا.

## ملاحظات

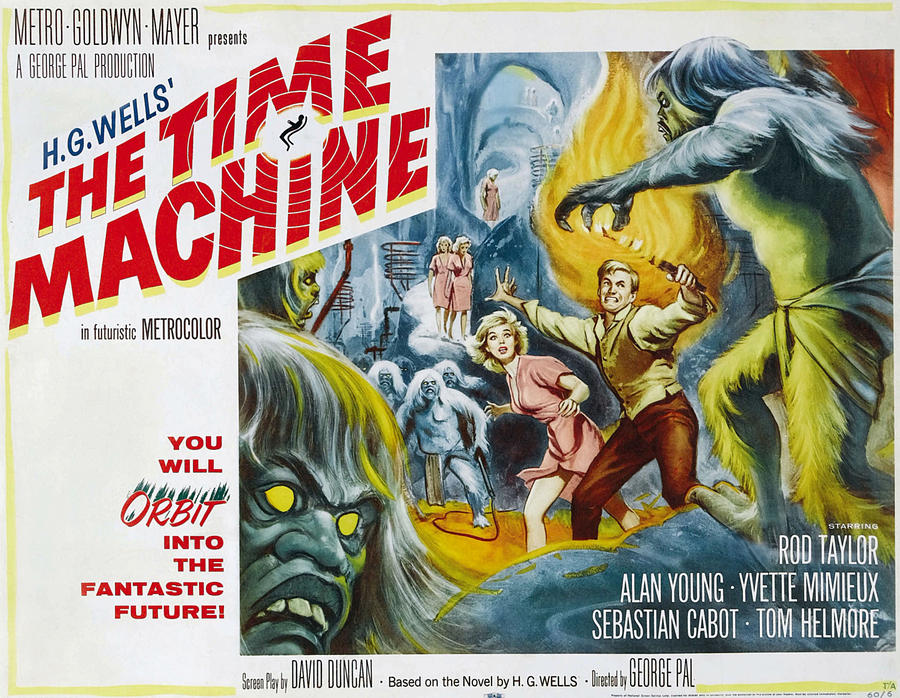
غلاف إصدار آخر لرواية آلة الزمن

## وصلات خارجية
- آلة الزمن على موقع الموسوعة البريطانية (الإنجليزية)
- نسخة للكتاب من قبل مؤسسة هنداوي للتعليم والثقافة